# 克羅地亞國家劇院 (里耶卡)

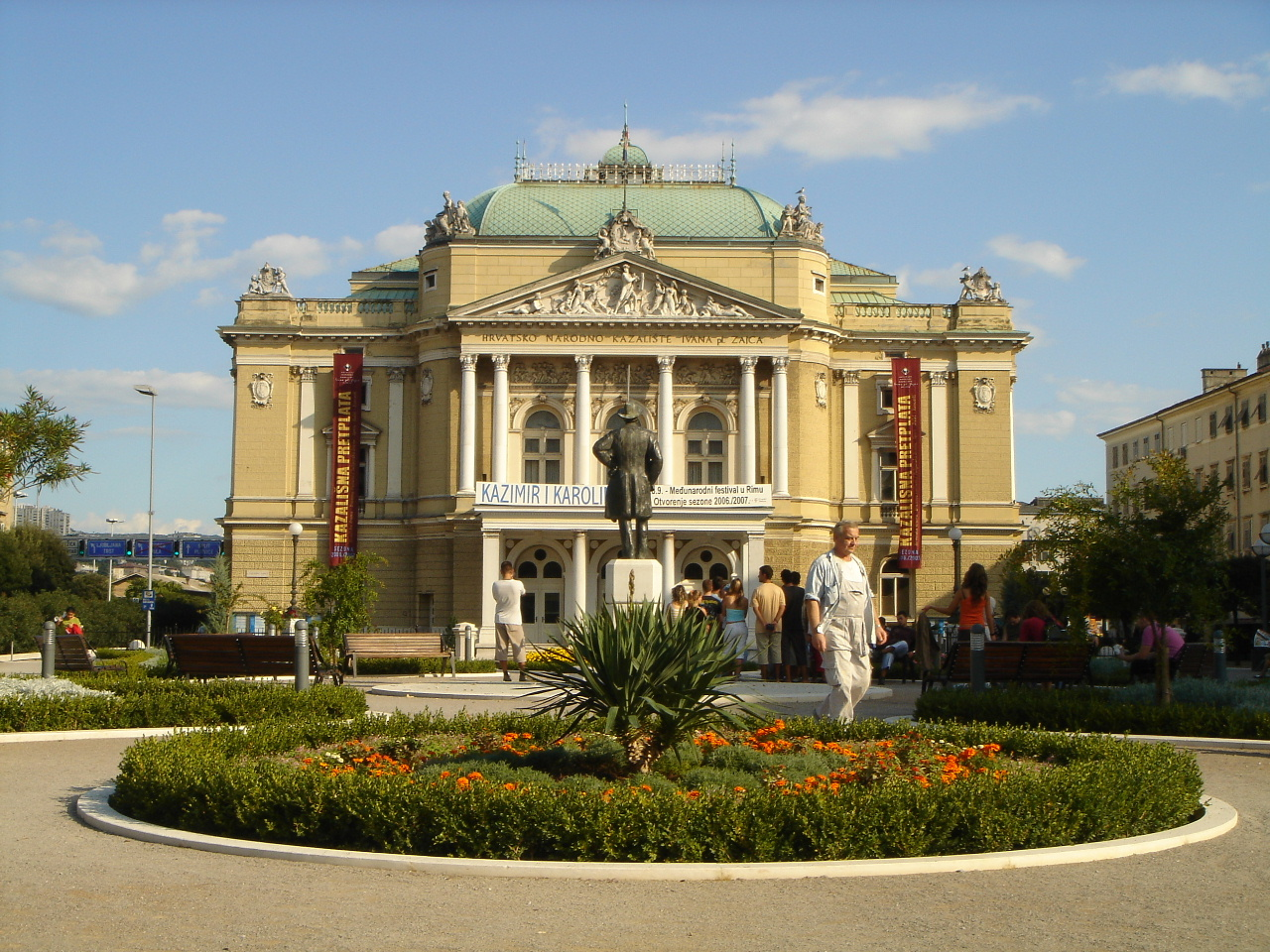

克羅地亞國家劇院是位於克羅埃西亞城市里耶卡的一家劇院。最初的劇院修建於1765年。18世紀末期時，當地建設了一座新的劇院。新劇院在1805年開業但後來毀於大火。現在的劇院開業於1885年。1994年改為現名。